# 세영
세영(본명: 이세영, 1990년 2월 8일 ~ )은 대한민국의 아뮤즈 소속의 보이그룹 크로스진의 메인보컬을 맡았었다. 2020년 12월 아뮤즈와 계약만료 이후 코이블렌으로 예명을 변경하고 개인활동 중이다.